# ヴァスィル・アヴラメンコ
ヴァスィル・キリロヴィチ・アヴラメンコ（ウクライナ語: Василь Кирилович Авраменко、英語ではVasile Avramenkoとも表記、1895年3月22日 - 1981年5月6日）は、ウクライナ出身の俳優、ダンサー、振付師、バレエマスター、演出家、映画製作者である。ウクライナ民俗舞踊を世界中に広めた功績で知られ、その情熱的で精力的な活動から「ウクライナ舞踊の父」と称される。彼の活動は、ウクライナ文化の普及とウクライナの民族意識の高揚に大きく貢献した。

## 幼少期
ヴァスィル・アヴラメンコは、1895年3月22日、ロシア帝国のキエフから約100km南に位置するステブリウ（現ウクライナ、チェルカースィ州）で生まれた。幼少期に両親を亡くし、孤児として育ち、ホームレスの生活を余儀なくされた。その後、東へ向かい、ロシア帝国を横断してシベリアのウラジオストクで兄たちと再会。長兄から読み書きを学び、海軍基地での仕事を得た。この仕事を通じてアジアの主要港を訪れ、広い視野を養い、学習への情熱を深めた。兄の指導のもと、初等教育の教員資格を取得。1912年、ウラジオストクでイヴァン・コトリャレツキーのオペレッタ『ナタルカ・ポルタフカ』を観劇し、ウクライナ人による舞台に初めて接したことが、彼の芸術への志に影響を与えた:7。
1915年、ウラジオストクの男子ギムナジウムで教員試験に合格したが、第一次世界大戦の勃発によりロシア帝国陸軍に徴兵された。4番重砲兵連隊に配属後、イルクーツクの士官候補生学校を経て、チュメニの35番シベリア歩兵連隊に所属。東部戦線で負傷し、ミンスクとペトログラードで入院。ペトログラードでは劇場を訪れ、ヤシャ・ヴァヴラク率いる軍の俳優一座に参加し、舞台への才能を開花させた:10。

## 形成期
1917年夏、キエフでヴァスィル・ヴェルホヴィネツのウクライナ民俗舞踊に関する講義を聴講し、舞踊の振付と舞台表現について学んだ:11。ヴェルホヴィネツの理論は、中央ウクライナの村の舞踊に基づいており、アヴラメンコに芸術家としての道を歩む決意をさせた。この時期、ウクライナ舞踊の語彙やステップを詳細に記録し、後に彼のライフワークとなる基盤を築いた。著書『Ukrainian National Dances, Music, and Costumes』では、ヴェルホヴィネツとウクライナ劇場の舞踊保存への貢献を認めている。
1919年春、スタニスラヴィウでヨシフ・スタドニクの劇団に参加後、ミコラ・サドフスキーの劇団に加入。キエフのリセンコ音楽演劇学校で学んだ知識を活かし、舞台活動を展開した。ウクライナ人民共和国の中央電信局に勤務したが、1919～1920年に赤軍と白軍の戦闘でウクライナ人民共和国軍が西へ撤退すると、ソビエト占領地域に留まり、巡回劇団で活動。逮捕され、カリシュの収容所に収監された:13。
1921年2月、カリシュ収容所でウクライナ民俗舞踊学校を設立。これは彼が20年間でヨーロッパと北米に100以上設立した学校の最初のものである。衛兵から子供まで100人の生徒に基本ステップを教え、5月24日に成功裏に公演を行った:14。同年秋、オレクサンドル・コシツと出会い、彼の学校のバレエ公演が高く評価された:16。1922～1924年、ポーランド第二共和国支配下の西ウクライナを巡業し、リヴィウ、リウネ、ルーツク、クレメネツィ、オレクサンドリーヤ、チェルム、ブレスト、ストリー、スタニスラヴィウ、コロムィーヤ、プシェムィシル、テルノーピリ、ドロホブィチで公演やワークショップを開催し、ウクライナ舞踊の普及に努めた。

## 北米での活動
1925年12月、カナダのハリファックスに到着し、ウクライナの独立と文化を広める使命を掲げた:24。当時、カナダのウクライナ人の85％がカナダ大草原に居住していた。アヴラメンコはトロントに拠点を置き、北米初の舞踊学校をセントメアリー・ローマ・カトリックホール（現ファクトリー・シアター）に開校。5～30ドルの授業料で、幼児から大人までを対象に指導し、ウクライナの誇りとアイデンティティを育んだ。1926年、カナダ国立展覧会（CNE）で2万5000人の観客を前に公演を行い、フローレンス・ランダル・リヴゼイがウクライナ民俗舞踊を高く評価。ウクライナ系カナダの新聞や英語圏のメディアで広く報道された:29。
1927年1月、ウィニペグに到着し、プロスヴィータホールで初公演を行った。同年4月30日、275人の生徒と共にウィニペグのアンフィシアターで公演を開催:33。サスカトゥーン、ヨークトン、エドモントンなどで学校を設立し、ウクライナ系カナダ人コミュニティの支援を受けた。エドモントンでは20人の公立学校教師が授業に参加し、舞踊指導法を学んだ:40。指導後、各町にリーダーを任命し、舞踊の継続を確保。チェスター・クツは後にウクライナ・シュムカ・ダンサーズ（1959年）やチェレモシュ・ウクライナ舞踊団（1969年）を設立した。
1928年6月16日、ウィニペグの生徒ポーリン・ガルボリンスキーと結婚し、ニューヨーク市に移住。カナダでの舞踊学校網を基盤に、米国での活動を開始したが、ビジネス感覚の欠如から3000ドル以上の負債を抱えた:51。ニューヨークではリトル・ウクライナやグリニッジ・ビレッジ、ロウアー・イースト・サイドに学校を開設。蓄音機とレコードの普及により生演奏が不要になり、1930年代には500人以上の生徒を指導した:55。

## 映画製作者
財政難を解消するため、ブロードウェイでの公演を試みたが、スターカジノでの公演は嵐で中断。メトロポリタン・オペラでの500人のダンサー、100人の合唱団、民族オーケストラによる公演は、ニューヨーク・ポストで高評価を受けたが、ウクライナ系新聞『スヴォボダ』は芸術的失敗と批判。負債が増加し、映画製作に転じた。
1933年10月、ハリウズッドに到着。ウクライナ移民から資金を調達し、マルレーネ・ディートリヒ主演の『エカテリーナ女帝』でのダンス出演を断ったと主張（ロシア舞踊として紹介されることを拒否）:72。1933年のシカゴ万国博覧会で公演を行い、義父から1000ドルの融資を受けた。1935年、ボルチモアの生徒がホワイトハウスのイースターエッグロールに参加し、エレノア・ルーズベルトとの写真を宣伝に使用。

### 『ナタルカ・ポルタフカ』
1934年、世界恐慌で舞踊学校の経営が困難になり、ウクライナで最も人気のオペレッタ『ナタルカ・ポルタフカ』の映画化を計画。アヴラメンコ映画会社をニューヨークに設立し、2万5000ドルの資金を調達。エドガー・G・ウルマーが監督として参加し、ニュージャージー州トレントン北西の農場で撮影。音楽はリーヴス・サウンド・スタジオで録音された。ウルマーはアヴラメンコの情熱を高く評価したが、配給会社がなく、劇場を高額で借りて上映。芸術的には成功したが、財政的には失敗し、負債が増加。『スヴォボダ』は映画を攻撃的に批判した:92。これは米国で製作された初のウクライナ語映画である。

### 『流浪のコサック』
『ナタルカ・ポルタフカ』の失敗後、カナダで資金調達を行い、1937年9月22日、ウィニペグでウクライナ映画公社を設立。愛国心を訴え、新作『流浪のコサック』の上映権を州ごとに販売:92。1938年5月から11月27日まで撮影を行い、ウルマーが監督を務めた。ウィニペグでは高い評価を受けたが、ニューヨーク・タイムズはカナダ製作と気づかず好評を掲載:113。しかし、配給会社がなく、劇場賃貸のコストで再び財政難に陥った。

## 晩年
晩年は映画のフィルムを持ち歩き、上映や販売を行った。1954年、1930年代の映像をまとめたドキュメンタリー『ウクライナ舞踊の勝利』を公開。1945～1947年、カナダで舞踊コースを開講し、ウィリアム・クレックらが参加。1960年代にはオーストラリアのメルボルン周辺でウクライナ学校で舞踊を指導。晩年には「ウクライナのオーストラリアへのトリビュート」などのイベントを開催し、ウクライナコミュニティを結集。『スヴォボダ』とも和解し、ニューヨークで余生を過ごした。1981年5月6日、ニューヨークで死去。